# Кагановичский район (Чарджоуская область)
Кагановический район — единица административного деления Туркменской ССР, существовавшая с февраля 1935 по ноябрь 1956 года.
Кагановический район был образован в феврале 1935 в прямом подчинении Туркменской ССР.
В ноябре 1939, в связи с вводом в Туркменской ССР областного деления, Кагановический район вошёл в состав Чарджоуской области.
В 1949 году район делился на 5 сельсоветов: Зергер, Куль-Арык, Талхан-Базар, Уш-Бэш, Ходжайли.
В ноябре 1956 Кагановический район был упразднён, а его территория передана в Куйбышевский район.